# Шафранський Анатолій Михайлович
Анато́лій Миха́йлович Шафра́нський (м. Скалат, Тернопільська область — березень 2023) — український військовослужбовець, старший солдат Збройних сил України, учасник російсько-української війни. Кавалер ордена «За мужність» III ступеня (2023, посмертно).

## Життєпис
Анатолдій Шафранський народився в м. Скалаті, нині Скалатської громади Тернопільського району Тернопільської области України.
Проживав у с. Новосілка Тернопільського району.
На фронті з початку повномасштабного російського вторгнення в Україну. Загинув у березні 2023 року.
Залишилися троє дітей та дружина.

## Нагороди
- орден «За мужність» III ступеня (24 серпня 2023, посмертно) — за особисту мужність, виявлену у захисті державного суверенітету та територіальної цілісності України, самовіддане виконання військового обов'язку[1].